# Carlos Pérez (Handballspieler)
Carlos Reinaldo Pérez Enrique (* 26. August 1971 in Havanna, Kuba) ist ein ehemaliger kubanischer und ungarischer Handballspieler. Er ist 1,98 Meter groß.
Pérez, der zuletzt für den katarischen Verein al-Shamal SC spielte und für die ungarische Männer-Handballnationalmannschaft auflief, wurde meistens im linken Rückraum eingesetzt.
Carlos Pérez begann in seiner Heimatstadt Havanna mit dem Handballspiel. Aufgrund des Geschäfts zwischen dem ungarischen Spitzenclub KC Veszprém und dem kubanischen Verband um Perez’ Landsmann Ivo Díaz erhielt er 1997 die Chance, zum MKB Veszprém zu wechseln. Während seiner Zeit in Veszprém gewann er vierzehnmal die ungarische Meisterschaft und dreizehnmal den ungarischen Pokal. 2002 stand er mit den Männern vom Plattensee im Finale der EHF Champions League, scheiterte aber an den SC Magdeburg Gladiators. 2008 gewann er mit Veszprém den Europapokal der Pokalsieger. 2011 war er für den katarischen al-Sadd Sports Club aktiv. Im Februar 2013 wechselte er zu al-Shamal SC. Im Juni 2013 beendete er seine Karriere.
Carlos Pérez hatte bis 2003 bereits 171 Länderspiele für die kubanische Männer-Handballnationalmannschaft bestritten. Mit Kuba wurde er bei der Handball-Weltmeisterschaft der Männer 1999 Achter.
Pérez wurde 1999 ungarischer Staatsbürger und 2002 in die ungarische Nationalmannschaft berufen, für die er bei 55 Länderspielen auflief und 274 Tore warf. Mit Ungarn wurde er bei der Handball-Weltmeisterschaft der Männer 2003 Torschützenkönig und belegte den 6. Platz, bei der Handball-Europameisterschaft 2004 den 9. Platz und bei den Olympischen Spielen 2004 in Athen den 4. Platz. Bei der Handball-Weltmeisterschaft der Männer 2007 in Deutschland fehlte er verletzungsbedingt. Im Sommer 2012 nahm er erneut an den Olympischen Spielen in London teil.
Zwischen Oktober 2018 und Juni 2021 war Pérez beim KC Veszprém als Co-Trainer tätig. Seit Juli 2021 ist er an der Jugendakademie BFKA-Veszprém tätig.

## Erfolge
- Ungarischer Meister (14): 1998, 1999, 2001, 2002, 2003, 2004, 2005, 2006, 2008, 2009, 2010, 2011, 2012 und 2013
- Ungarischer Pokalsieger (13): 1998, 1999, 2000, 2002, 2003, 2004, 2005, 2007. 2009, 2010, 2011, 2012 und 2013
- EHF Champions League: Finalist 2002
- Europapokal der Pokalsieger: 2008
- Torschützenkönig der WM 2003
- 4. Platz bei den Olympischen Spielen 2004 und 2012
- Ungarns Handballer des Jahres: 2003, 2004, 2005 und 2011[8]
- Zweitbester Torschütze der Vereinsgeschichte bei KC Veszprém (1564 Tore)[9]